# Barbonymus altus
Barbonymus altus är en fiskart som först beskrevs av Günther, 1868.  Barbonymus altus ingår i släktet Barbonymus och familjen karpfiskar. IUCN kategoriserar arten globalt som livskraftig. Inga underarter finns listade.